# Liste de protonébuleuses planétaires
Pour des articles plus généraux, voir Listes de nébuleuses et Protonébuleuse planétaire.
Voici une liste non exhaustive de protonébuleuses planétaires. Ces objets célestes représentent la phase juste avant le stade de nébuleuse planétaire. Durant cette étape, une géante rouge commence à rejeter ses différentes couches extérieures.

## Liste
| Image | Name                                                   | Catalogue Messier | NGC | Autres noms                     | Date de découverte | Distance (al) |
| ----- | ------------------------------------------------------ | ----------------- | --- | ------------------------------- | ------------------ | ------------- |
|       | Nébuleuse du Boomerang                                 |                   |     | Nébuleuse bipolaire du Centaure |                    | ~5 000        |
|       | Nébuleuse de l'Œuf pourri ou Nébuleuse de la Calebasse |                   |     | OH231.8+4.22                    |                    | ~4 200        |
|       | Nébuleuse de l'Œuf                                     |                   |     | CRL 2688                        | 1975               | ~3 000        |
|       | Nébuleuse du Lion givré (en)                           |                   |     | IRAS 09371+1212                 |                    | ~3 000        |
|       | Nébuleuse du Rectangle rouge                           |                   |     | HD 44179                        | 1973               | 2 300 ± 300   |
|       | Hamburger de Gomez                                     |                   |     | IRAS 18059-3211                 | 1985               | 6500          |
|       | Nébuleuse de la Barbe à papa                           |                   |     | IRAS 17150-3224                 |                    |               |
|       | Nébuleuse du Nénuphar                                  |                   |     | IRAS 16594-4656                 |                    |               |
|       |                                                        |                   |     | IRAS 22036+5306                 |                    | ~6 500        |
|       | Nébuleuse de Westbrook                                 |                   |     | IRAS 04395+3601                 |                    |               |
|       |                                                        |                   |     | IRAS 13208-6020                 |                    |               |
|       |                                                        |                   |     | IRAS 20068+4051                 |                    |               |
|       |                                                        |                   |     | IRAS 23166+1655                 |                    |               |
|       | M1-92 (en)                                             |                   |     | IRAS 19343+2926                 |                    | ~8 000        |
|       |                                                        |                   |     | IRAS 19024+0044                 |                    | 11 000        |
|       | Nébuleuse de l'Œuf au plat                             |                   |     | IRAS 17163-3907                 |                    | 13 000        |